# Valdeverdeja (kommunhuvudort)
Valdeverdeja är en kommunhuvudort i Spanien.   Den ligger i provinsen Toledo och regionen Kastilien-La Mancha, i den centrala delen av landet, 150 km sydväst om huvudstaden Madrid. Valdeverdeja ligger 475 meter över havet och antalet invånare är 721.
Terrängen runt Valdeverdeja är huvudsakligen platt, men norrut är den kuperad. Valdeverdeja ligger uppe på en höjd som går i nord-sydlig riktning. Runt Valdeverdeja är det mycket glesbefolkat, med 3 invånare per kvadratkilometer. Närmaste större samhälle är Oropesa, 14,7 km norr om Valdeverdeja. Trakten runt Valdeverdeja består i huvudsak av gräsmarker.